# Celui qui hantait les ténèbres
Ne doit pas être confondu avec Celui qui chuchotait dans les ténèbres.
Celui qui hantait les ténèbres, parfois traduit par L'habitué des ténèbres (The Haunter of the Dark) est une nouvelle d'horreur écrite par Howard Phillips Lovecraft en novembre 1935 puis publiée dans le pulp Weird Tales en décembre 1936.

## Intrigue
À Providence, le jeune écrivain et peintre Robert Blake, féru d'occultisme, observe de sa fenêtre un clocher, sur lequel aucun oiseau ne vient jamais se poser. Ce clocher fait partie d'une église abandonnée, que l'auteur va visiter. Il décrit dans son journal les différentes étapes de son enquête.
Blake sera plus tard retrouvé mort chez lui, une expression de terreur monstrueuse sur son visage.

## Personnages principaux
- Robert Harrison Blake
- Edwin M. Lillibridge
- Enoch Bowen
- Ambrose Dexter

## Adaptations en bande dessinée
- (en) Ron Goulart (scénario, d'après la nouvelle Celui qui hantait les ténèbres de H. P. Lovecraft), Gene Colan (dessin), Dan Adkins (encrage), « The Haunter of the Dark », Journey into Mystery, vol. 2, n°4, Marvel Comics Group, avril 1973[3].
- Gō Tanabe, Celui qui hantait les ténèbres (闇に這う者?) et Dagon (ダゴン?), trad. Sylvain Chollet, Ki-oon, coll. « Twelve », 2021,  (ISBN 979-10-327-0792-0)[4].

## Bibliographie

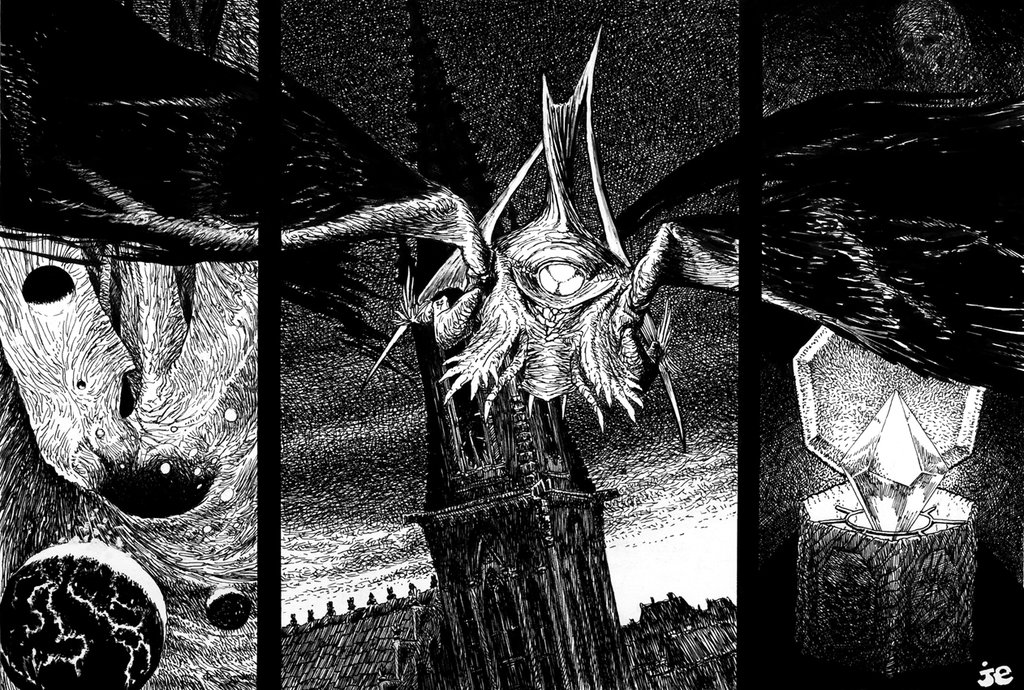
L'avatar de Nyarlathotep, la flèche noire du clocher de l'église abandonnée de Federal Hill et le trapézoèdre brillant,
illustration d'Ernő Juhász.

## Faits divers
- Dans la série Supernatural (Saison 6, épisode 21), Celui qui hantait les ténèbres est le dernier ouvrage écrit par H. P. Lovecraft avant de mourir le 15 mars 1937.